# Königswitwe

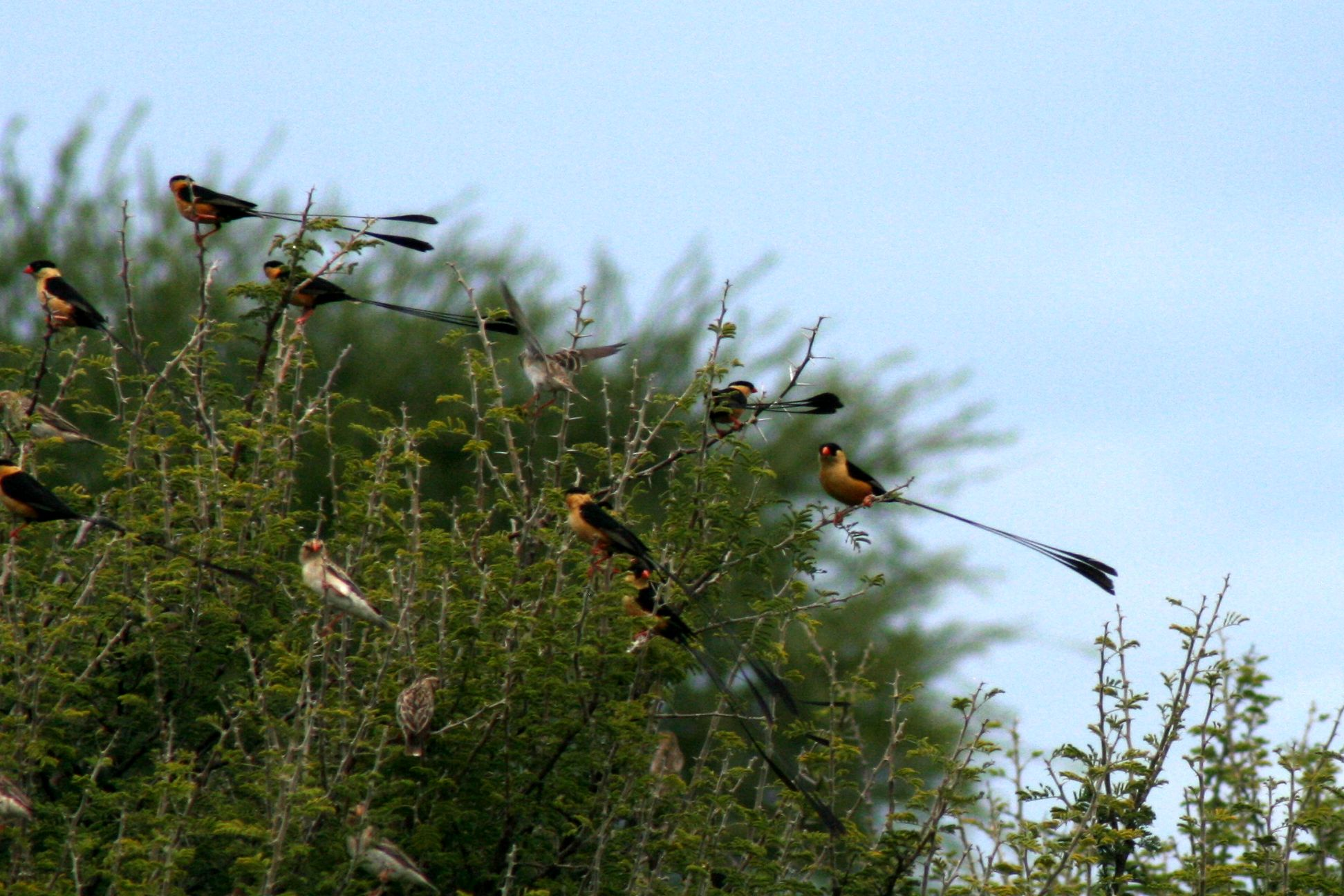
Ein Trupp Königswitwen in einem Busch

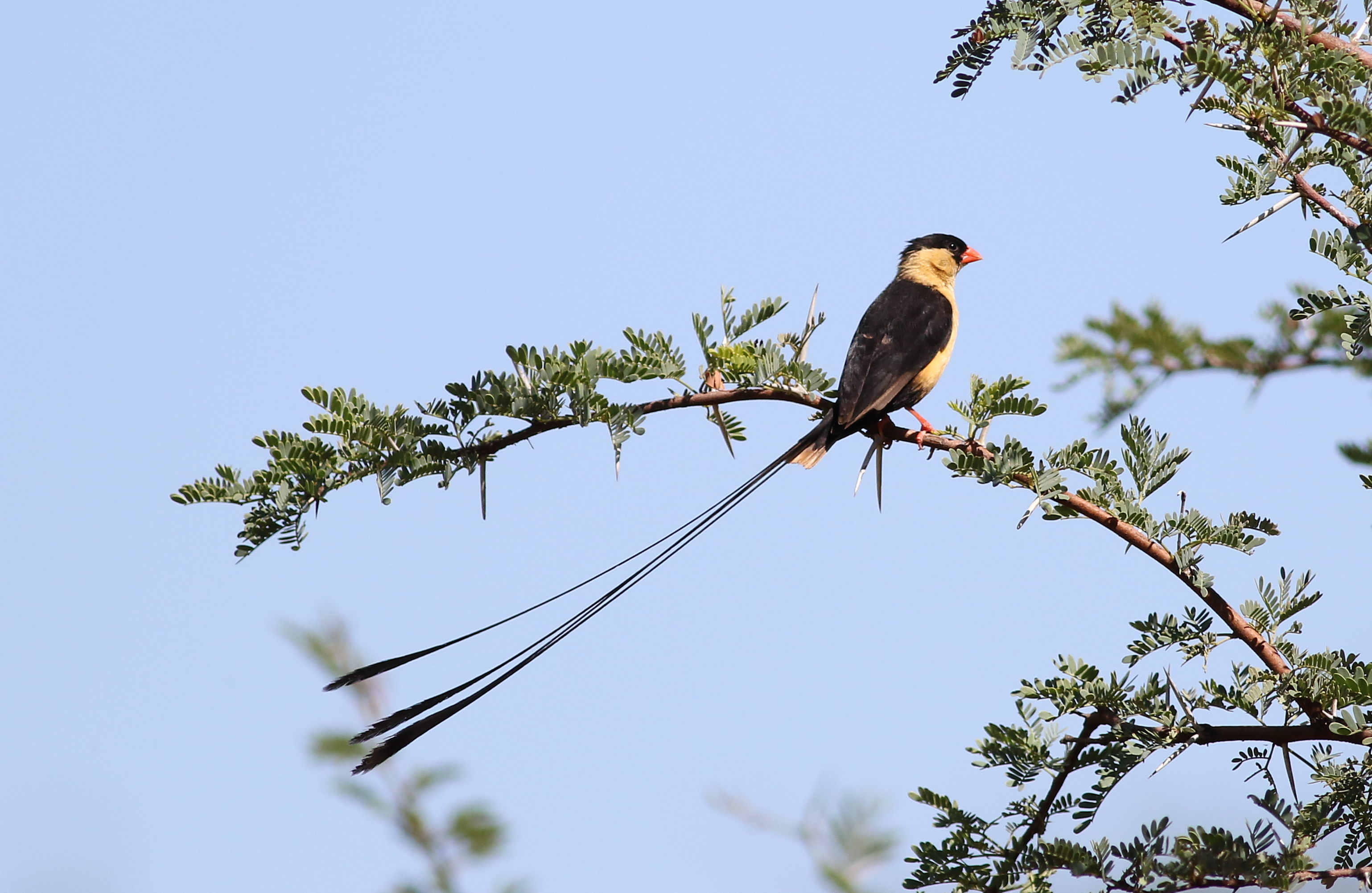
Aufgebaumtes Männchen der Königswitwe im Prachtkleid

Die Königswitwe (Vidua regia) ist eine afrikanische Vogelart aus der Familie der Witwenvögel (Viduidae). Wie alle Witwenvögel ist sie ein obligater Brutschmarotzer, der seinen Nachwuchs von Wirtseltern groß ziehen lässt. Parasitiert wird fast ausschließlich der Granatastrild, eine Art aus der Familie der Prachtfinken.

## Merkmale
Die Weibchen der Königswitwe erreichen eine Körperlänge von bis zu 11 Zentimeter, die Männchen erreichen im Prachtkleid inklusive der stark verlängerten vier mittleren Steuerfedern eine Körperlänge zwischen 31 und 24 Zentimeter. Auf die verlängerten Steuerfedern entfallen dabei 21 bis 24 Zentimeter. Das Körpergewicht beträgt durchschnittlich 13,8 Gramm für die Weibchen und 14,5 Gramm für die Männchen.
Das Weibchen und das Männchen im Schlichtkleid sind oberseits gelbbraun mit dunklen Streifen und unterseits weiß und gelbbraun gefärbt. Im Prachtkleid ist das Männchen am Scheitel und auf der übrigen Körperoberseite und Steiß schwarz gefärbt. Die Kopfseiten, der Nacken und die Körperunterseite ist goldgelb gefärbt. Nach der Brutperiode fallen die langen Federn während der Mauser aus.
Verwechselungsmöglichkeiten bestehen mit der Dominikanerwitwe, einem gleichfalls in Subsahara-Afrika verbreiteten Witwenvogel. Die Männchen beider Arten weisen im Brutkleid eine ähnliche Verteilung von schwarzem Körpergefieder auf. Das einfachste Unterscheidungsmerkmal ist, dass die verlängerten Steuerfedern der Dominikanerwitwe spitz auslaufen. Die verlängerten Steuerfedern der Königswitwe sind dagegen am Ende spatelförmig verbreitert. Die Körperunterseite ist bei der Dominikanerwitwe außerdem weiß und nicht gelb wie bei der Königswitwe. Die Weibchen weisen gleichfalls eine große Ähnlichkeit zu denen der Dominikanerwitwe auf. Sie haben aber einen weniger gut entwickelten dunklen Augenstreif, keine so ausgeprägte dunkle Ohrdecke und ihr Schnabel ist dunkelrot.
Die Nestlinge ähneln denen des Granatastrilds, allerdings sind sie am Bürzel nicht bläulich, wie es bei den Nestlingen der Wirtsvogelart der Fall ist. Die Rachenzeichnung dagegen ist sehr ähnlich. Jungvögel weisen eine Ähnlichkeit zu den Jungvögeln des Wirtsvogels nur bis zum 24. oder 25. Lebenstag auf. Dann folgt eine sehr schnelle Mauser in das Gefieder der adulten Vögel.

## Vorkommen
Die Königswitwe bewohnt subtropische Savannen in Teilen des südlichen Afrikas.

## Verhalten
Außerhalb der Brutzeit sammeln sich die Vögel in großen Schwärmen zur Futtersuche und zum Schlafen in hohen Bäumen.
Die Königswitwe hüpft bei der Futtersuche hin und her und schiebt Erdreich zur Seite, um Samen und Körner freizulegen.

## Fortpflanzung
Die Brutperiode variiert mit dem Verbreitungsgebiet. Im Transvaal fällt die Brutzeit der Königswitwe in die Monate Dezember bis Mai, in Botswana dagegen in den Monat Februar und im Namibia ist der April der Höhepunkt der Brutperiode der Königswitwe.
In der Balzzeit führt das Männchen den langen Schwanz bei Singflügen vor, um Weibchen anzulocken.
Die Königswitwe ist ein Brutparasit, dessen wichtigster Wirt der Granatastrild ist. Der Granatastrild hat ein durchschnittliches Gewicht von 10 Gramm, so dass die Königswitwe einen deutlichen Gewichtsvorteil gegenüber dem Wirtsvogel hat. Die Eier sind weiß und ähneln damit dem des Wirtsvogels. Auch die Eier haben ein um 13 Prozent höheres Gewicht als die der Wirtsvögel. Das Weibchen legt vier bis fünf Eier in verschiedene Nester, selten auch zwei oder mehr in dasselbe Nest. Die jungen Königswitwen gleichen in der Rachenzeichnung und ihren Bettelrufen den jungen Granatastrilden, daher ist es nicht notwendig, die Eier des Wirtsvogels zu entfernen.
Die erwachsene Königswitwe ahmt häufig noch den Gesang des Granatastrilds nach.

## Einzelbelege
1. ↑  Johnsgard: The Avian Brood Parasites. S. 306.
2. 1 2  Johnsgard: The Avian Brood Parasites. S. 309.
3. 1 2 3  Johnsgard: The Avian Brood Parasites. S. 307.